# (500332) 2012 SE24
(500332) 2012 SE24 es un asteroide perteneciente al cinturón de asteroides, descubierto el 31 de enero de 2009 por el equipo del Mount Lemmon Survey desde el Observatorio del Monte Lemmon, Arizona, Estados Unidos.

## Designación y nombre
Designado provisionalmente como 2012 SE24.

## Características orbitales
2012 SE24 está situado a una distancia media del Sol de 3,047 ua, pudiendo alejarse hasta 3,494 ua y acercarse hasta 2,601 ua. Su excentricidad es 0,146 y la inclinación orbital 11,63 grados. Emplea 1943,39 días en completar una órbita alrededor del Sol.

## Características físicas
La magnitud absoluta de 2012 SE24 es 16,8.